# Nemoscolus waterloti
Nemoscolus waterloti là một loài nhện trong họ Araneidae.
Loài này thuộc chi Nemoscolus. Nemoscolus waterloti được Lucien Berland miêu tả năm 1920.